# عبد الرحيم مكاوي
عبد الرحيم مكاوي (1937 - 30 نوفمبر 2021) هو ناشرٌ سوداني، وصاحب الدار السودانية للكتب، والتي أسسها في نهاية ستينيات القرن العشرين. شغل أيضًا منصب نائب رئيس مجلس الإدارة لاتحاد الناشرين العرب في دورته الأولى 1995-1998، كما ترّأس اتحاد الناشرين السودانيين. شارك في عدة مؤتمراتٍ عن صناعة النشر في الوطن العربي، أهمها مؤتمر مستقبل صناعة النشر في الوطن العربي، الذي نظمة اتحاد الناشريين السعوديين بالتعاون مع وزارة الثقافة السعودية في أكتوبر (تشرين الأول) 2009.
يُلقبه البعض «مدبولي السودان»، تشبيهًا بالممثل المصري عبد المنعم مدبولي، كما تُشير إليه بعض المصادر بلقب «شيخ الناشرين السودانيين».

## حياته
وُلد عبد الرحيم محمد مكاوي عام 1937 ميلاديًا في مدينة بربر التابعة لولاية نهر النيل في شمال السودان. شقيقه هو الشاعر السوداني عبد الرحمن مكاوي. بدأ عبد الرحيم ببيع الكتب في الطرقات في مدينة القضارف، حتى حضر إلى الخرطوم في ستينيات القرن العشرين، حيث بدأ بمكتبةٍ صغيرةٍ لبيع الكتب حتى بلغت المكتبة 50 ألف كتابًا، ويقع مقرها حاليًا في وسط الخرطوم شرق ميدان أبو جنزير. تذكر بعض المصادر أنَّ أهم رواد المكتبة كانا عبد الله الطيب وعون الشريف قاسم.

## الوفاة
تُوفي عبد الرحيم مكاوي في الخرطوم بحري بتاريخ 30 نوفمبر (تشرين الثاني) 2021 ميلاديًا الموافق 25 ربيع الثاني 1443 هجريًا عن عمرٍ ناهز 84 عامًا، وشيّع جثمانه يوم 31 نوفمبر، حيث دُفن في مقابر حلة حمد في الخرطوم بحري.